# Guido Swelsen
Guido Swelsen (Puth, 15 juni 1968) is een Nederlands dirigent, muziekpedagoog, slagwerker en trompettist.

## Levensloop
Swelsen zette zijn eerste muzikale stappen dan ook bij de Koninklijke Fanfare "St. Caecilia" Puth. Na een muziekschoolperiode vervolgde hij zijn studie aan het Conservatorium Maastricht. Zijn hoofdvakken waren Slagwerk (docent Pieter Jansen, voormalig dirigent van de Marinierskapel en Inspecteur der Militaire Muziek, Werner Otten, Ruud Wiener en Chris Dekker), en HaFa-directie (docent Jo Conjaerts), met als bijvakken trompet en piano. In 1992 en 1994 behaalde hij achtereenvolgens de diploma's D.M. en U.M.Slagwerk. Nadat hij in 1991 zijn praktijkdiploma HaFa had afgerond, behaalde hij in 1995 zijn Groot-HaFa-diploma, waarbij hij de toenmalige Johan Willem Frisokapel in Assen dirigeerde. Als een van de hoogtepunten won hij op het Wereld Muziek Concours (WMC) in 2001 tijdens de internationale dirigentenwedstrijd de zilveren dirigeerstok, waarbij hij in de finale de Marinierskapel der Koninklijke Marine dirigeerde. Hierna volgde hij ook nog enkele jaren les bij de bekende dirigent Jan Cober uit Thorn. In augustus 2003 nam hij met succes deel aan een internationale dirigentencursus bij het Rundfunk Blasorchester in Leipzig, alwaar hij zijn een contract kreeg als gastdirigent.In december 2003 dirigeerde hij het harmonieorkest van de Royal Northern College of Music (RNCM) uit Manchester, tijdens de internationale dirigentencursus van het WMC. Momenteel is hij als dirigent verbonden aan  Fanfare De Maasgalm Elsloo (waarmee hij in 2008 het Landskampioenschap behaalde en in 2019 het Limburgs Kampioenschap), Koninklijk Harmonie-orkest Kerkrade (vice-wereldkampioen 2e divisie WMC 2017),  Harmonie "Wilhelmina" Posterholt en  Harmonie Amicitia Roggel. Verder is hij als docent slagwerk werkzaam bij Stichting SMK (muziekschool Kerkrade-Landgraaf-Brunssum), Stichting “Myouthic” in Thorn en de stichting “In Uitvoering” in Beekdaelen. Tevens componeert en arrangeert Guido Swelsen regelmatig voor blaasorkest. 